# Пасо ди Гавия
Пасо ди Гавия (на италиански: Passo di Gavia) е връх в Северна Италия. Намира се в Централните Алпи, област (регион) Ломбардия на територията на националния парк Парко Национале дело Стелвио (Parco Nazionale dello Stelvio). Висок е 2621 м. В подножието му извира река Ольо. Най-близкия до върха град е Понте ди Леньо, от който има асфалтиран път стигащ до подножието на върха.

## Спорт
Връх Пасо ди Гавия е предпочетен два пъти като финал на етапи в колоездачната обиколка на Италия, поради специфичният маршрут с остри завои и изкачване до финала. Първият подобен етап е през 1960 г. Вторият през 1988 г.